# Iván Nova
Iván Manuel Nova Guance (* 12. Januar 1987 in San Cristóbal, Dominikanische Republik) ist ein dominikanischer Baseballspieler in der Major League. Derzeit spielt er bei den Detroit Tigers als Starting Pitcher.
Nova wurde von den Yankees 2004 als Free Agent unter Vertrag genommen und im Farmsystem des Clubs eingesetzt. Bis zum Schluss der Saison 2008 war er allerdings nicht weiter als bis zum Class-A-Advanced-Club Tampa Yankees vorgerückt. Daher konnte er im Dezember 2008 von den San Diego Padres im Rule 5 Draft gewählt werden. Er kehrte jedoch zum Ende des Spring Trainings 2009 wieder zu den Yankees zurück und wurde zum Double-A-Team Trenton Thunder geschickt, später zum Triple-A-Team Scranton/Wilkes-Barre Yankees. Dort startete er auch die Saison 2010.
Am 10. Mai 2010 wurde er in die Major League berufen und konnte dort in zwei Spielen drei Innings ohne Runs erreichen.  Nach der Rückkehr von Chan Ho Park von der Verletztenliste wurde er jedoch nach Scranton/Wilkes-Barre zurückgeschickt. Hier konnte er mit einem W-L von 12-3 und einem ERA von 2.86 eine beeindruckende Leistung zeigen. Am 21. August 2010 wurde er erneut ins Team der Yankees berufen, um dort die Position von Javier Vázquez als Starting Pitcher einzunehmen. Sein erster Einsatz als Starting Pitcher in der MLB folgte zwei Tage später. Für den Rest der Saison trat er in acht Spielen an, davon siebenmal als Starter.